# (474064) 2016 JM7
(474064) 2016 JM7 es un asteroide perteneciente al cinturón de asteroides, descubierto el 23 de octubre de 2009 por el equipo del Mount Lemmon Survey desde el Observatorio del Monte Lemmon, Arizona, Estados Unidos.

## Designación y nombre
Designado provisionalmente como 2016 JM7.

## Características orbitales
2016 JM7 está situado a una distancia media del Sol de 2,670 ua, pudiendo alejarse hasta 2,767 ua y acercarse hasta 2,572 ua. Su excentricidad es 0,036 y la inclinación orbital 14,02 grados. Emplea 1593 días en completar una órbita alrededor del Sol.

## Características físicas
La magnitud absoluta de 2016 JM7 es 16,696.